# 保険毎日新聞
保険毎日新聞（ほけんまいにちしんぶん）は、株式会社保険毎日新聞社（The Hoken Mainichi Shinbun Co., Ltd.）が発行する日刊専門紙。

## 概要
損害保険・生命保険・共済・少額短期・簡易保険などのニュースが掲載されている。タブロイド判12ページ。
購読は法人契約が中心。2002年にデータベースサービスである保険毎日新聞記事検索サービスを開始、2015年には電子新聞を発行するなどインターネット事業にも力を入れている。日本国内の業界ニュース、企業動向、商品紹介、判例紹介などを掲載しているほか、海外の保険業界の動向についても掲載している。

## 沿革
| 沿革                   | 沿革                                                                                               |
| 年月日                 | できごと                                                                                           |
| ---------------------- | -------------------------------------------------------------------------------------------------- |
| 1945年（昭和20年）12月 | 創業。『保険毎日新聞』（隔日版）創刊号が発行される。                                               |
| 1946年（昭和21年）4月  | 第三種郵便物認可を取得。                                                                           |
| 1947年（昭和22年）4月  | 警視庁消防部（現東京消防庁）の承認を受けて、火災速報（都内における火災の報知）の日刊紙を発行する。 |
| 1947年（昭和22年）10月 | 株式会社保険毎日新聞社となる。                                                                     |
| 1948年（昭和23年）1月  | 『保険毎日新聞』が損保版と生保版に分割して発行される。                                             |
| 1949年（昭和24年）5月  | 『保険毎日新聞』代理店版が創刊となる。                                                             |
| 1953年（昭和28年）2月  | 『相互金融新聞』が創刊となる（週2回）。                                                            |
| 1954年（昭和29年）2月  | 『相互金融新聞』が廃刊となる。                                                                     |
| 1954年（昭和29年）3月  | 『保毎スポーツ』を発行（週２回）。                                                                 |
| 1964年（昭和39年）1月  | 『保毎スポーツ』が廃刊となる。                                                                     |
| 1965年（昭和40年）12月 | 『週刊自動車保険新聞』が創刊される。                                                               |
| 1966年（昭和41年）3月  | 『火災速報』が廃刊となる。                                                                         |
| 1966年（昭和41年）10月 | 新宿区市谷本村町の旧本社ビル落成                                                                   |
| 1973年（昭和46年）12月 | 海外専門誌と提携、『月刊海外保険情報』が創刊される。                                               |
| 2000年（平成12年）5月  | 新聞制作が完全デジタル化される。                                                                   |
| 2001年（平成13年）2月  | 保険毎日新聞社Webサイトが開設される。                                                              |
| 2002年（平成14年）4月  | 『保険毎日新聞』損保版・生保版が統合となり、日刊版が『保険毎日新聞』一紙に統合される。             |
| 2002年（平成14年）9月  | 本社を千代田区岩本町に移転する。Webサイトにて『記事検索サービス』が開始される。                    |
| 2003年（平成15年）4月  | 『保険毎日新聞』代理店版を『チャネル情報』とし、週回から週1回にして頁建が拡充となる。              |
| 2004年（平成16年）7月  | 首都圏1都3県で日刊版の宅配が開始される。                                                           |
| 2006年（平成18年）11月 | 韓國保險新聞と業務提携。                                                                           |
| 2007年（平成19年）3月  | 中国保険報と業務提携。                                                                             |
| 2007年（平成19年）10月 | 『チャネル情報』と『週刊自動車保険新聞』が日刊版に統合される。                                     |
| 2015年（平成27年）1月  | 『保毎電子版ハンディ』の配信が開始される。                                                         |
| 2015年（平成27年）3月  | 『月間海外保険情報』が廃刊となる。                                                                 |
| 2020年（令和2年）4月   | 本社を台東区台東に移転する。                                                                       |
| 2021年（令和3年）1月   | 『保険毎日新聞 日刊版』の電子配信サービスが開始される。                                            |